# Fabbriche di Careggine
Fabbriche di Careggine è un paese fantasma della provincia di Lucca, nel comune di Careggine, abbandonato nel 1947 e quindi sommerso dalle acque del lago artificiale di Vagli formatosi a seguito della costruzione di una diga idroelettrica. Dagli anni quaranta al 1994 il lago è stato prosciugato quattro volte per lavori di manutenzione della diga, facendo riemergere il paese.

## Storia
Il paesino fu fondato nel XIII secolo da una colonia di fabbri ferrai provenienti da Brescia.
Dopo la conquista Estense, a partire dal 1755 il centro, destinato a divenire uno dei maggiori fornitori di ferro dello stato, fu dotato di un mulino e godette di agevolazioni sul trasporto dei materiali. Risale a quel periodo la costruzione della Via Vandelli che, collegando Modena a Massa, attraversava il torrente Edron prima su una passerella in legno, poi su un ponte in muratura. Sul finire del Settecento, il duca di Modena Francesco III d'Este, per favorire l'opera delle maestranze locali, concesse loro numerosi privilegi, tra i quali l'esenzione dal servizio militare.
Il declino di questa via coincise con la decadenza di Fabbriche, i cui residenti dovettero tornare a dedicarsi agli antichi mestieri di contadini e pastori per far fronte a fame e carestie.
All'inizio del Novecento, l'economia del paese si risollevò, in seguito allo sfruttamento del marmo nelle vicinanze di Vagli, tanto che, tra il 1906 e il 1907, venne costruita una piccola centrale idroelettrica sull'Edron per servire i bacini marmiferi.

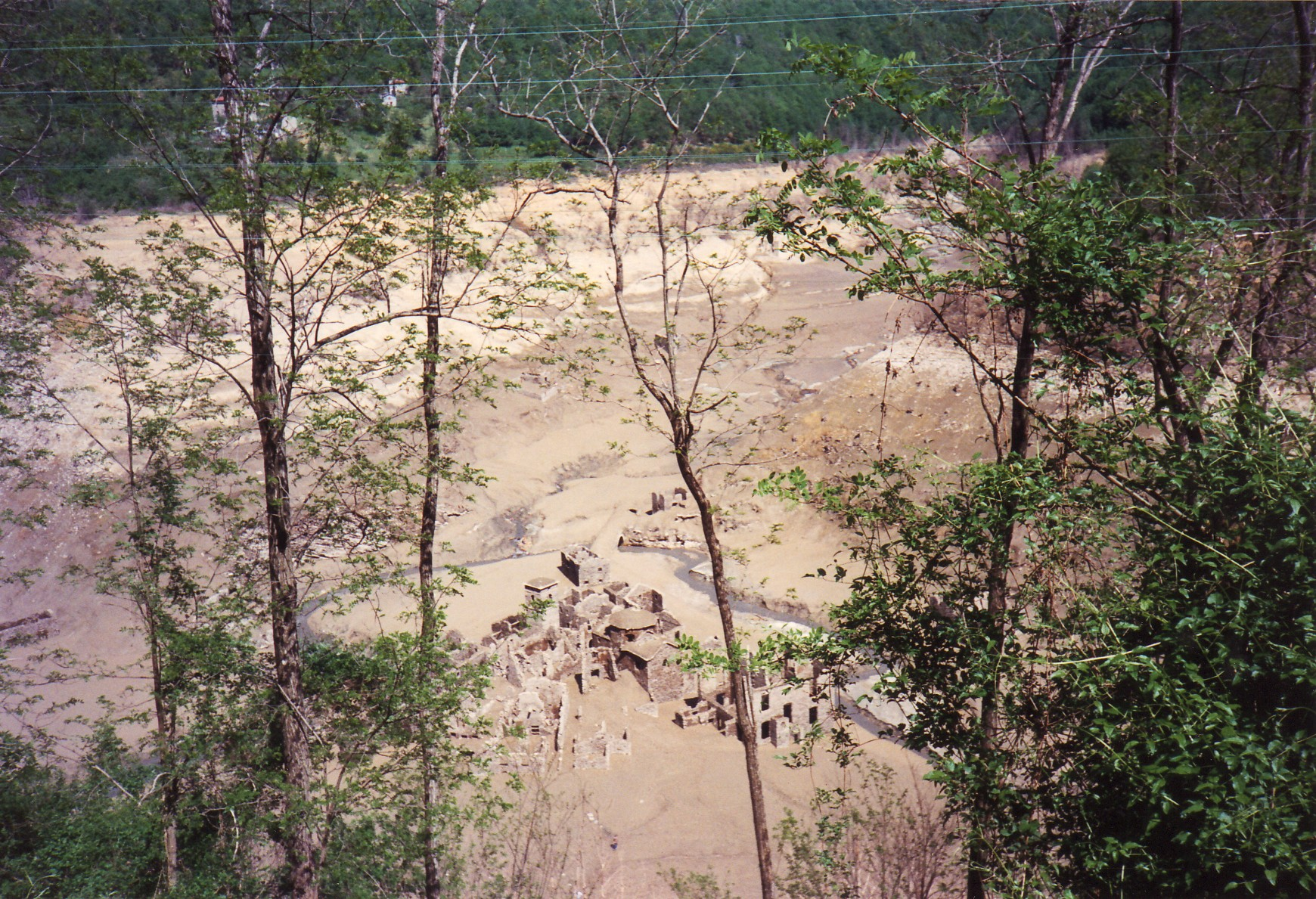
Il villaggio medievale dalle rive del Lago di Vagli

Nel 1941, sotto il regime fascista, la società Selt-Valdarno (oggi Enel) decise di costruire un bacino idroelettrico sbarrando il corso del torrente Edron nel comune di Vagli Sotto. Tra il 1947 e il 1953 venne costruita una diga, alta 92 m e in grado di contenere 32.000.000 m3 di acqua, e fu gradualmente sommerso il villaggio medievale, che era composto da 31 case e contava appena 146 abitanti. I residenti vennero trasferiti nelle nuove abitazioni di Vagli Sotto, costruito in modo da riproporre fedelmente l'impianto urbanistico del villaggio medievale evacuato.
Il lago, in occasione dei lavori di manutenzione della diga, fu svuotato facendo riemergere l'antico borgo medievale, con le sue case in pietra, il cimitero, il ponte a tre arcate, la chiesa romanica di San Teodoro e il campanile in rovina.
Tale evento, che inizialmente era previsto avvenisse ogni dieci anni, si è verificato soltanto quattro volte: nel 1958, nel 1974, nel 1983, nel 1994; il prossimo svuotamento, che era in programma per il 2016, è stato prima rimandato al 2022 dal gestore dell'impianto, poi annunciato per la primavera del 2024.
Nel novembre del 2010 era previsto il completamento della realizzazione di un ponte tibetano in legno e acciaio, che, però, è stato completato nel 2016. L'inaugurazione del ponte, intitolato Ponte Latorre-Girone è avvenuta il 19 giugno 2016.

## Luoghi d'interesse
- Chiesa di San Teodoro, insieme al campanile di pianta quadrata, presenta un'unica navata che termina con un'abside rettangolare, con intonaci affrescati[2]. Il soffitto era costituito da una volta a botte, sormontata da un tiburio ottagonale, raccordato con il corpo centrale da pennacchi sferici e coperto da una cupola ribassata. Anticamente la chiesa era sottomessa alla Pieve di Careggine e successivamente alla chiesa di Vagli Sotto[3];
- Ponte a tre arcate lungo la Via Vandelli[1].